# Bossarts
Bossarts ist ein Weiler der Gemeinde Wolfertschwenden im Landkreis Unterallgäu in Bayern.

## Geographie
Der Weiler Bossarts liegt knapp 3 Kilometer nördlich von Wolfertschwenden, auf einer Höhe von 741 m ü. NN. Wenige hundert Meter südlich des Weilers befinden sich an der Abbruchkante der Iller-Lech-Schotterplatten zum Memminger Tal die Geologischen Orgeln.

## Geschichte
Es lässt sich nachweisen, dass Bossarts bereits seit 1516 im Besitz des Klosters Ottobeuren war. In Bossarts befindet sich auch die Kapelle St. Maria von 1792, die in die Denkmalliste eingetragen ist.